# Топонимия Крыма
Топонимия Крыма — совокупность географических названий, включающая наименования природных и культурных объектов на территории Крыма.
Топонимия Крыма несёт отпечатки богатейшей истории региона, хотя в современной топонимии следов древности осталось немного. В разное время в Крыму жили киммерийцы, тавры, скифы, греки, римляне, сарматы, аланы, готы, гунны, венгры, хазары, печенеги, кипчаки (половцы), турки, итальянцы, армяне, грузины, черкесы и множество других народов. Сегодня основное население полуострова составляют русские, украинцы и крымские татары. В силу исторических особенностей одни и те же географические объекты Крыма (как природные, так и поселения) в разные исторические эпохи носили разные названия: древнегреческие, крымскокотатарские, русские. В топонимиконе Крыма имеются дву- и трёхъязычные названия, ряд случаев адаптации топонимов с одного языка на другой, а также переосмысления названий. Например, мыс Лимен-Бурун (от греческого «лимен» — гавань и тюркского «бурун» — нос, выступ), село Биюк-Ламбат (татарское «биюк» — большой, греческое «ламбат» — светильник) и т. д..

## Этимология названия полуострова
Наиболее раннее название полуострова — Киммерия («страна киммерийцев», известных со II тысячелетия до н. э.). Более позднее название — Таврика (греч. Ταυρικῆ), произошедшее от имени древнейших племён тавров, населявших южную часть Крыма, встречается в трудах Геродота (V век до н. э.). Современное название «Крым» стало широко использоваться только после XIII века. О происхождении этого названия имеются различные версии. Согласно одной из них, оно происходит от названия города «Къырым», который после захвата Северного Причерноморья монголами являлся резиденцией наместника хана Золотой Орды. По другой версии, название «Крым» произошло от Перекопского перешейка (русское слово «перекоп» — это перевод тюркского слова «qırım», которое означает «ров»). В период существования генуэзских колоний Крыма (1266—1475), ввиду большого числа армян, составлявших к 1400 году 2/3 числа всех жителей владений Генуэзской республики в Крыму, полуостров в источниках того времени стали именовать Морской Арменией (Armenia Maritime) или Большой Арменией (Armenia Magna).
Этимология слова «Къырым» неясна, и существует несколько версий его происхождения:
- Искажение древнего названия полуострова Киммерия (лат. Cimmerium)
- От древнетюркского слова *qurum («защита, оборона»)[3]
- От древнегреческого κρημνοί (кремной, «скалы»)[4]

С XV века Крымский полуостров стали называть Таврией, а после его присоединения в 1783 году к России — Тавридой. В 1796 −1802 годах полуостров был частью Новороссийской, а с 1802 по 1921 годы — Таврической губернии. 18 октября 1921 года постановлением ВЦИК и СНК из крымских уездов бывшей Таврической губернии была образована Автономная Крымская Социалистическая Советская Республика. 30 июня 1945 года Указом Президиума Верховного Совета СССР крымская автономия была преобразована в область. 25 июня 1946 года Верховный Совет РСФСР утвердил преобразование Крымской АССР в Крымскую область и постановил «внести соответствующие изменения и дополнения в статью 14 Конституции РСФСР», а 13 марта 1948 года исключил упоминание о ней из статьи Конституции РСФСР.

## Общие особенности топонимии
По оценке В. А. Жучкевича, Крым делится на три топонимических района:
- побережье, с явно выраженными следами античных топонимов;
- горная область с чётко выраженным ареалом тюркских топонимов;
- Степной Крым с преобладанием русских и украинских топонимов и незначительными иноязычными вкраплениями[10].

С конца XVIII века, после присоединения Крыма к России, появляются русские названия, хотя ряд топонимов и гидронимов, относящихся к Крымскому полуострову и омывающим его морям, известен ещё из древнерусских летописей.
Смысл многих географических названий до сих пор не ясен. Расшифровка названия даёт ценнейшие сведения историкам, археологам, географам, геологам, ботаникам, зоологам.

### Централизованные массовые переименования
Топонимия Крыма не раз подвергалась волнам переименований, предпринимаемых властями Российской империи и советской властью. Во время правления Екатерины II, в 1783 году был проведён ряд переименований, в целом незначительных, и, как правило, в случаях, когда вновь созданный населённый пункт имел на своём месте раннего предшественника (Ак-мечеть-Симферополь 1784, Ахтиар-Севастополь 1783 и т. д.) или же производился возврат греческих топонимов вместо тюркских (Кефе-Феодосия 1804, Гезлёв-Евпатория 1784 и т. д.). В 1797 году император Павел I демонстративно отменил все наименования времён Екатерины II, но после его убийства в 1801 прежние наименования стали возвращаться с 1802 года.
Относительно крупная волна переименований прошла после установления в Крыму Советской власти в 1921 году и позднее с целью увековечивания пролетарских героев.
Основная же масса переименований была осуществлена в процессе упразднения Крымской АССР и формирования Крымской области, в ходе четырёх волн переименований (в 1944, 1945, 1948 и 1949 годах). Переименования осуществлялись после депортации в 1944 году крымских татар и других народов, проживавших в Крыму. Бывшие наименования имели в основном крымско-татарское происхождение. В ходе переименований получили новые названия более 1000 населённых пунктов Крыма (более 90 % населённых пунктов полуострова). Процесс возвращения исторических названий, начавшийся после приобретения Украиной независимости в 1991 году, коснулся лишь незначительной части ранее переименованных населённых пунктов.
После аннексии Крыма Россией в 2014 году руководство Украины, которое считает Крым своей территорией, провело общественно-политическую кампанию, именуемой декоммунизацией Украины. Согласно принятому Верховной радой Украины в апреле и подписанному Президентом Украины в мае 2015 года закону «О запрете пропаганды коммунистического и национал-социалистического тоталитарных режимов», ряд населённых пунктов Крыма должен был быть переименован, но поскольку фактически контроль Украины над территорией не осуществляется, переименования не произошли.
По состоянию на 15 декабря 2022 года, в Государственном каталоге географических названий в Республике Крым зарегистрировано 2433 названия географических объектов, в том числе — 1019 названий населённых пунктов. Ниже приводятся списки топонимов крупнейших природных объектов и населённых пунктов Республики Крым с указанием их вероятной этимологии и происхождения.

### Крымскотатарские топонимы
Большинство топонимов, отмеченных в справочниках советского времени как тюркские, можно трактовать в пределах крымскотатарской языковой традиции так как, даже если они восходят к периоду, предшествующему формированию крымскотатарского языка и этноса или к южнобережным туркам-османам, то были позднее восприняты крымскотатарским языком и записывались преимущественно со слов крымских татар.
Ввиду вышесказанного приводятся основные различия южнобережного и среднего (горно-предгорного) диалектов крымскотатарского языка, повлиявшие на топонимию Крыма.
- Южнобережное «х-канье». Твёрдому звуку q/къ (но не мягкому k/к) в южнобережном диалекте соответствует х (например, къуру — хуру, къая — хая, къыр — хыр, къыскъа — хысха, ташчыкъ — ташчых). Эта особенность крайне непоследовательно передаётся на русскоязычных картах. Несмотря на то, что весь южный берег х-кал, часто по соседству можно встретить как написания с к, так и написания с х. Иногда даже попадаются «смешанные» написания типа Харпыз-Кая (должно быть либо Харпыз-Хая — если передавать местное произношение, либо Карпыз-Кая — если нет). В названиях сёл по-русски всегда писали к, передавая литературное, а не местное произношение: Кутлак (у местных Хутлах), Капсихор (Хапсхор), Тувак (Тувах) и др.
- Губная гармония гласных. Закон губной гармонии гласных состоит в том, что идущие вслед за губным гласным звуком (o, u, ö, ü) узкие гласные могут быть только губными (то есть только u, ü, но не ı, i). Данный закон действует в южнобережном диалекте, но почти не действует в среднем (гласные u и ü за некоторыми исключениями могут встречаться только в первых двух слогах слова) и совсем не действует в степном (там u и ü могут встречаться только в первом слоге). Примеры: южн. — doğruluğu, uçquçumuz, çükündürüñüz, közümüznüñ, средн. — doğrulığı, uçquçımız, çükündiriñiz, közümizniñ, степн. — южн. — doğrılığı, uçqıçımız, çükindiriñiz, közimizniñ. Применительно к топонимии этот факт позволяет заключить, что, например, названия «Учурум» и «Чюрюклюк» соответствуют южнобережному произношению, «Учурым», «Чюрюклик» — предгорному, «Учырым», «Чюриклик» — степному.
- Лексические соответствия. yañı~янъы (средн.) / yeni~ени (южн.) — новый; töpe~тёпе / tepe~тепе — холм; çeşme~чешме / keşme~кешме, kişme~кишме — источник, фонтан; teşik~тешик / delik~делик — дыра; tav~тав / dağ~дагъ — гора.

## Список топонимов
Разноязычные топонимы переданы средствами русской графики, что в отдельных случаях приводит к некоторому их фонетическому искажению.

### А
- Аджи-Голь, озеро — «горькое озеро» (крымскотат. accı — горький, göl — озеро).
- Азиз, часть города Бахчисарая — «святой» (крымскотат. aziz из араб. — святой).
- Азовское море — «море, в котором плохая рыбалка». Дело в том, что море назвали в честь города Азов, а «азов» с крымскотатарского переводится как «место где плохой улов».[источник не указан 5129 дней] У древних греков Майотис, или Майэтис, лимнэ — море майотов (меотов) — племени, жившего на берегу Азовского моря, лимнэ — море, морской залив, озеро. У римлян Палус Меотис, палус — болото, болото меотов. У тюркских народов Азак Дениз, дениз — море.
- Ай-Петри, скала — «святой Пётр» (ай — святой, греч.).
- Ай-Тодор, мыс — «Святой Фёдор» (ай — святой, греч.).
- Айя-Бурун, мыс — «святой мыс» (греч. айя — святая, крымскотат. burun — мыс).
- Ак-Кая, скала — «белая скала» (крымскотат. aq — белый, qaya — скала).
- Ак-Месджит (Ак-Месчит, Ак-Мечеть), город — «белая мечеть» (крымскотат. aq — белый, mescit из араб. — небольшая мечеть).
- Ак-Таш, озеро — белый камень (крымскотат. aq — белый, taş — камень).
- Ак-Яр (Ахтиар), деревня — белый обрыв (крымскотат. aq — белый, yar — обрыв).
- Алма-Кермен, укрепление — Альминская крепость (Алма — название реки, крымскотат. kermen из араб. — крепость).
- Алушта, город — «неумытый» (греч. Алустон — неумытое, немытое, невыкупанное).
- Альма (Алма, Элма), река — «яблоко» (крымскотат. alma — яблоко).
- Ат-Баш, гора — «лошадиная голова» (крымскотат. at — лошадь, baş — голова).
- Ачи, озеро — «горькое» (крымскотат. aççı — горький).
- Аю-Даг (Бююк-Кастель), гора — «медведь-гора» (крымскотат. ayuv — медведь, dağ — гора; «большая крепость» (крымскотат. büyük — большой, греч. из лат. кастели — крепость).

### Б
- Бакал, село, бухта и озеро — «бакалейщик» (крымскотат. baqqal — бакалейщик, мелкий торговец, лавочник).
- Бакла, укрепление — «фасоль» (крымскотат. baqla — фасоль).
- Балаклава, часть города Севастополя. У древних греков Сюмболон лимнэ — гавань символов, предзнаменований. Отсюда генуэзское Чембало. Балыклава — садок для рыб, тюрк.
- Батилиман, посёлок, батис — глубокий, лимани — гавань, греч., глубокая гавань.
- Бахчисарай, город — «сад-дворец» (крымскотат. bağça — сад, saray — дворец).
- Бахчи-Эли, село и урочище — «край садов» (крымскотат. bağça — сад, el — край, местность).
- Беш-Терек река и село — «пять деревьев» (крымскотат. beş — пять, terek — дерево).
- Бешуй (Бешев), копи, беш — пять, ев — дом, тюрк., пять домов.
- Биюк-Карасу (Буюк-Карасу), река, буюк — большой, карасу — источник, родник, тюрк., большой источник, родник.
- Булганак, Восточный и Западный, реки, булганук — мутный, грязный, тюрк.
- Бурун-Кая, скала, бурун — утёс, нос, кая — скала, тюрк., скальный нос.

### Д
- Демерджи (Демирджи, Фуна), гора, река, фуна — дымящая, греч., демирджи — кузнец, тюрк.
- Дерекойка (Дерекой), река, дере — долина, перс, кой — деревня, тюрк., деревня в долине.
- Джанкой, город, джаны — новый, кой — деревня, тюрк., новая деревня.
- Джур-Джур (Кремасто-Неро), водопад, кремасто неро — висящая вода, греч.; джур-джур — звукоподражание, тюрк.

### Е
- Евпатория, город. Аутентичное крымскотатарское название — Кезлев, в русских документах Козлов. Евпатрис — рождённая славным отцом, благородная, греч.
- Ени-Сала, пещера, ени — новый, сала — деревня, тюрк., новая деревня.

### И
- Илурат, город, возможно, от названия племени илуров.
- Ишунь (Уйшун), село, название тюркского племени.

### К
- Казантип, полуостров, мыс, казан — котёл, тип — дно, тюрк., дно казана.
- Каламитский залив, возможно, от каламос — камыш, греч. Калос-Лимен, пос., греч., прекрасная гавань. Карагач, хр., карагач — вяз, тюрк.
- Кара-Даг, гора, кара — чёрный, тёмный, мрачный, даг — гора, тюрк., чёрная, тёмная, мрачная гора.
- Караул-Оба (Чикен-Кая), гора, караул — караульный, оба — вершина, тюрк., караульная вершина.
- Каркинитский залив. У древних греков Тамюраку колпу, или Каркиниту колпу, колпос — залив. У римлян Синус Каркинитес, синус — залив.
- Кастель (гора) (Кастель-Даг, Кючюк-Кастель), гора, кастели — крепость, греч, из лат., даг-гора, тюрк., крепостная гора, кючюк- маленький, тюрк., маленькая крепость.
- Кермен-Кыр, укрепление, кермен — крепость, кыр — безлесная равнина, тюрк., крепость на безлесной равнине.
- Керменчик, крепость, тюрк., маленькая крепость.
- Керченский пролив. У древних греков Боспорос Киммерикос, боспорос — бычья переправа, киммерийская бычья переправа; в XIX в. Керчь-Еникальский пролив, ени- новый, тюрк., кале — крепость, араб., новая крепость.
- Керчь, город У древних греков Пантикапайон, в раннем средневековье Боспорос, в русских летописях Корчев, у генуэзцев Черкио, в период Крымского ханства Герчь.
- Кызыл-Коба (Кизил-Коба), пещера, река, кызыл — красный, коба — пещера, тюрк., красная пещера.
- Кызыл-Яр (Кизил-Яр), озеро, кызыл — красный, яр — обрыв, тюрк., красный обрыв.
- Кырым — западно-кипчакское qırım — «мой холм» (qır — холм, возвышенность, -ım — аффикс принадлежности I лица единственного числа).
- Киик-Атлама, мыс, кийик — дикий, атлама — ходьба, тюрк.
- Киик-Коба (Кыйыкын Кобасы), пещера, кийик — дикий, дикарь, коба — пещера, тюрк., дикая пещера, пещера дикаря.
- Кипчак (Кыпчак), озеро, самоназвание половцев.
- Кият (Кыят), озеро, название тюркского рода.
- Коктебель (пгт Планерское-колыбель советского планеризма, авиации), кок — голубой, тебе — вершина, эль — край, тюрк., край голубых вершин.
- Крымская Роза (первоначально Красная Роза) — рабочий посёлок одноимённого совхоз-завода эфиромасличных культур. Назван в честь Красной розы — районированного гибрида казанлыкской эфиромасличной розы селекции НБС.
- Куль-Оба, курган, куль — зола, оба — вершина, тюрк., зольная вершина.
- Кучук-Карасу, река, кучук — маленький, карасу — родник, тюрк., маленький родник.
- Кыз-Куле, башня, кыз — девушка, тюрк., куле — башня, араб., девичья башня.
- Кырк, озеро, название тюркского рода.

### Л
- Ласпи, посёлок, ласпи — грязь, греч.

### М
- Мартьян (Мартиан), мыс. Мартиан — греческое мужское имя.
- Мелек-Чесме, река, Мелек-Чесменский курган, мелек — ангел, араб., чесме — источник, фонтан, перс., источник, фонтан ангела.
- Мирмекий (Мюрмэкион), город, мюрмэкиа — муравейник, греч.
- Митридат, гора, названа в память понтийского царя Митридата VI Евпатора.
- Мойнаки (Мойнак), озеро, мойнак — перешеек, тюрк.
- Мурзак-Коба, пещера, мирза — титул, перс, коба — пещера, тюрк., пещера мирзы.
- Муфтий-Джами, мечеть, мюфти — лицо, уполномоченное выдавать письменное решение по юридическим вопросам, джами — соборная мечеть, араб., мечеть муфтия.

### Н
- Неаполь скифский (Неаполис), город, неос- новый, полис — город, греч., новый город.
- Нимфей (Нюмфайа, Нюмфайон), город, нимфа — греческое божество.

### О
- Опук, гора, озеро, опук — удод, тюрк.

### П
- Перекоп (Ор-Капу), крепость, ор — вал со рвом, капу — ворота, тюрк., ворота в валу со рвом.
- Плака, мыс, плака — плоский камень, греч.

### С
- Салачик, часть города Бахчисарая, тюрк., маленькое село.
- Сапун-гора, сабун — мыло, кил, араб.
- Сары-Кая, скала, сары — рыжий, кая — скала, тюрк., рыжая скала.
- Сары-Су, река, сары — жёлтый, су — вода, река, тюрк., жёлтая вода.
- Сасык-Сиваш, озеро, сасык — вонючий, сиваш — грязь, тюрк., вонючая грязь.
- Севастополь, город, севастос — почтенный; достойный уважения, поклонения, уважаемый, полис — город, греч., город, достойный поклонения, величественный. Построен на месте крымскотатарской деревни Акъяр.
- Сиваш, озеро, сиваш — грязь, тюрк.
- Симеиз (Симеис), пгт, возможно, от греч., симио — знак.
- Симферополь, город, симферо — собираю, симферон — польза, полис — город, греч., город-собиратель, город пользы. Крымскотатарское название — Акмесджит.
- Сокол (Куш-Кая), гора, куш птица, кая — скала, тюрк., птичья скала.
- Старый Крым, город. Старое название Солхат. Монголы называли его Кырым, отсюда Крым. С XVI в. Эски-Кырым, эски — старый тюрк. (Армянское название Гин-Гримиц, гин — старый, Гримиц — Крым).
- Мокрый Индол (Сувлу-Индал), река, сувлу — обильный водой, полноводный, тюрк.
- Судак, город. С 212 г. у алан Сугдейя, у генуэзцев Солдайя, в русских источниках Сурож, у турок с 1475 г. Судак. Название происходит от тюркского — Сувдагъ, сув — вода, дагъ — гора.
- Сурб-Хач, монастырь, сурб — святой, хач — крест, арм., святой крест.

### Т
- Таврика (Таврике) — название Крымского полуострова у древних греков. Таврика у римлян, с XVIII в. в русских источниках Таврида, от племён тавров, обитавших здесь с I тысячелетии до н. э.
- Тайганское (Тайган), водохранилище, тайган — борзая собака, тюрк.
- Таракташ, хребет, река, тарак — гребень, таш — камень, тюрк., каменный гребень.
- Тарханкут (Тарханский кут), полуостров, тархан — свободный от повинностей и налогов, тюрк.
- Таш-Аир, скала, таш — камень, айыр — отдельный, тюрк., отдельный камень.
- Тепе-Кермен, гора, укрепление, тепе — вершина, кермен — крепость, тюрк., крепость на вершине.
- Тобечикское (Тобечик), озеро, тобечик — холмик, вершинка, тюрк.
- Тузла, коса, тузлу — солёный, тюрк.
- Тырке (Тирке, Куш-Кая), гора, куш — птица, кая — скала, тюрк., птичья скала.

### У
- Узунджинская (Узунджа), пещера, узунджа — довольно длинная, тюрк.
- Узунлар, озера, узунлар — длинные, тюрк.
- Улу-Узень (Улу-Озен, Мега-Потам), река, мегас — большой, потамос — река, греч., большая река, улу — большой, озен — река, тюрк., большая река.
- Учан-Су (Кремасто-Неро), река, вдп, учан — летучий, су — вода, тюрк., летучая вода, кремасто неро — висящая вода, греч.
- Уч-Баш, гора, уч — три, баш — голова, тюрк., три головы.

### Ф
- Фатьма-Коба (Фатма-Коба), пещ., Фатма — арабское женское имя, употребительное у мусульман, коба — пещера, тюрк., пещера Фатмы.
- Форос, пгт, дань, греч.

### Х
- Херсонес, город, мыс. У древних греков Херсонесос, Херронесос-полуостров. В средние века — Херсон, в русских летописях Корсунь. У тюркских народов Сары-Кермен, сары — рыжый, кермен — крепость.
- Хоба-Тепе, скала, хоба — пещера, тепе — вершина, тюрк., вершина с пещерой.

### Ч
- Чамны-Бурун, гора, чамны — покрытый соснами, бурун -утёс, тюрк., утёс, покрытый соснами.
- Чатыр-Даг, Чатыр-Тау, гора, чатыр — шатёр, даг — гора, тау — гора, тюрк., шатер-гора.
- Чатырлык, балка, чатырлык — уставленный шатрами, тюрк.
- Челтер (Чилтер), пещера, чилтер — деревянная решётка, перегородка, тюрк.
- Чёрная (река в Крыму) (Чоргун, Казыклы-Озен), река, казык кол, озен — река, тюрк., река, берега которой укреплены плетнём.
- Чёрное море. У древних персов Ахшайна — тёмно-синее. У древних греков Понтос Аксенос — море негостеприимное, Понтос Эвксенос — море гостеприимное, Маврэ Таласса — чёрное море. В русских летописях Чёрное море. У тюркских народов Кара Дениз, кара — чёрный, дениз — море.
- Чокрак, озеро, чокрак — источник, тюрк.
- Чокурча, пещера, чокур — яма, тюрк., ямистая.
- Чонгар, полуостров, Чункара — название части тюркского рода.
- Чурук-Су, река, чурук — гнилой, испорченный, никуда не годный, су — вода, река, тюрк., гнилая река.
- Чуфут-Кале (Джюфт-Кале), город, Чуфут — иудей, джюфт — пара, тюрк., кале — крепость, араб., иудейская или двойная крепость.

### Ш
- Шайтан-Коба, пещера, шайтан — сатана, дьявол, черт, араб., коба — пещера, тюрк., чертова пещера.
- Шан-Коба, пещера, шан — слава, известность, араб., коба -пещера, тюрк., славная, известная пещера.

### Э
- Эски-Кермен, город, эски — старый, кермен — крепость, тюрк., старая крепость.
- Эчки-Даг, гора, эчки — коза, даг — гора, тюрк., козья гора.

### Ю
- Юки-Тепе (крымскотат. Yüke Töpe, Юке Тёпе) — тюркский, крымскотатарский топоним. В переводе означает «липовая вершина» (yüke — липа, töpe — вершина).

### Я
- Яйла, плоскогорье, яйла — летнее пастбище на горном плато, тюрк.
- Ялта (Ялита), город, ялос — морской берег, греч.